# Palazzo delle Stelline
Der Palazzo delle Stelline ist ein historisches Gebäude am Corso Magenta in Mailand, das im Eigentum der Stadt Mailand steht.

## Geschichte
Der Palazzo delle Stelline befindet sich gegenüber der Kirche Santa Maria delle Grazie und war ursprünglich ein Kloster der Benediktinerinnen von Santa Maria della Stella. Ab dem 17.  Jahrhundert beherbergte das Gebäude auf Initiative des Heiligen Karl Borromäus das Waisenhaus der Stelline.
Im Jahre 1951 gründete Paolo Grassi zusammen mit Giorgio Strehler im Palazzo seine Theaterschule. Später wurde das Gebäude von der Stadt Mailand erworben, um dort das Istituto Internazionale per la Gestione della Tecnologia (dt. Internationale Institut für Technologiemanagement) unterzubringen. In den 1970er Jahren wurde der Gebäudeteil mit der Hausnummer 61 nach einem Entwurf des Architekten Jan Battistoni renoviert.
Heute wird der Palast als repräsentativer öffentlicher Veranstaltungsort für wichtige internationale Konferenzen genutzt. In der Hausnummer 63 befindet sich das Institut Français de Milan (eine der Zweigstellen des Istituto francese d’Italia). Hier befindet sich auch die diplomatische Vertretung der Europäischen Kommission in Italien, eine Außenstelle des Europäischen Parlaments und eine Außenstelle der ICE - Agentur für die Förderung der Auslandsbeziehungen und der Internationalisierung der italienischen Unternehmen. In der Hausnummer 61 befindet sich ein Hotel (Hotel Palazzo delle Stelline). Ein Teil des Komplexes beherbergt die Scuola del Piccolo Teatro, später die Scuola d’arte drammatica Paolo Grassi.
In der Nähe befindet sich das Museum Martinitt e Stelline.

## Fondazione Stelline
1986 gründeten die Stadt Mailand und die Region Lombardei die Fondazione Stelline, um den Palazzo zu erhalten und sozial-ökonomische und kulturelle Initiativen von nationaler und internationaler Bedeutung zu fördern.